# Wywołanie niejawne
Wywołanie niejawne (ang. implicit invocation) – termin używany przez niektórych autorów, sposób projektowania oprogramowania, w którym system konstruuje się wokół obsługi zdarzeń (programowanie zdarzeniowe), używając formy wywołania zwrotnego.

Idea kryjąca się za pojęciem wywołania niejawnego polega na tym, że zamiast wywoływać procedury bezpośrednio, komponent może ogłaszać (anonsować) jedno lub wiele zdarzeń. Inne komponenty systemu mogą zgłaszać (rejestrować) swoje zainteresowanie w zdarzeniu poprzez kojarzenie procedury ze zdarzeniem. Kiedy zdarzenie jest ogłaszane, system sam wywołuje wszystkie procedury zarejestrowane dla zdarzenia. Zatem anonsowanie zdarzenia niejawnie powoduje wywołanie procedur w innych modułach.
The idea behind implicit invocation is that instead of invoking a procedure directly, a component can announce (or broadcast) one or more events. Other components in the system can register an interest in an event by associating a procedure with the event. When the event is announced the system itself invokes all of the procedures that have been registered for the event. Thus an event announcement implicitly causes the invocation of procedures in other modules.